# マルタ会談 (1945年)
1945年のマルタ会談（英:Malta Conference）は、第二次世界大戦末期の1945年1月30日から2月3日まで、アメリカ合衆国のフランクリン・ルーズベルト大統領とイギリスのウィンストン・チャーチル首相の間でマルタ島で行われた会談である。

## 内容
会談の目的は統合参謀本部(CCS)によりドイツに対する最後の戦いの計画を行うことであった。両リーダーは、赤軍が中央ヨーロッパまで前進することは望ましくないと言う点に同意した。他にホロコーストによる数百万人の難民をどうするかと言う点を議論した。
会談は、ARGONAUT&CRICKET（アルゴーとクリケット）のコードネームで呼ばれた。
マルタ会談は1945年1月30日に開始されたが、ルーズベルトは会談の最終日の2月2日まで到着しなかった。

## 参加者
会談の参加者は、以下のとおり。
- エドワード・ステティニアス・ジュニア国務長官
- W・アヴェレル・ハリマン大使
- ハリー・ホプキンス
- ジョージ・C・マーシャル陸軍元帥
- アーネスト・キング海軍元帥
- ウィリアム・リーヒ海軍元帥
- ウィンストン・チャーチル首相
- アンソニー・イーデン英外相
- ローレンス・S・クッター空軍少将(H・H・アーノルド陸軍大将が病気で参加できなかったための代理)
- 男爵H・メートランド・ウィルソン陸軍元帥（en:Henry Maitland Wilson, 1st Baron Wilson）
- 子爵アラン・ブルック (初代アランブルック子爵)陸軍元帥（Alan Brooke, 1st Viscount Alanbrooke）
- 子爵チャールズ・F・A空軍元帥（en:Charles Portal, 1st Viscount Portal of Hungerford）
- 子爵アンドルー・カニンガム海軍元帥（Andrew Cunningham, 1st Viscount Cunningham of Hyndhope）
- 男爵ヘイスティングス・L・イスメイ陸軍大将（Hastings Ismay, 1st Baron Ismay）
- ヤコブ・デヴァース少将（en:Jacob L. Devers）[1]。

1945年1月30日午前10時、統合参謀本部はマルタのモントゴメリーハウスに集まった。参加者は、マーシャル陸軍元帥、キング海軍元帥、クッター少将、サマヴェル中将、スミス中将、ダンカン少将、マーコミック少将、ブル少将、ハル少将、ウッド少将、アンダーソン少将、ラウツェンハイザー准将、リンセイ准将、マクディル大佐、ペック大佐、リンコン大佐であった。
最初の数分で、彼らは次回のアメリカとイギリスのスタッフ会議と、物資輸送の状況報告、北西ヨーロッパにおける戦略に関して話し合う内容をまとめた。